# ليبشتات
ليباشتات (بالألمانية: Lippstadt) هي بلدة ألمانية تقع في ألمانيا في Soest.  يقدر عدد سكانها بـ 66,870 نسمة.

## المدن التوأمة
مدن أودن و بييلسكو فيالا هي مدن توأمة لـليباشتات.

## أعلام
- كوسمو كلاين
- هرمان كورتي
- يانس لانييك
- مارسيل هوتيكه
- ميخائيل رومنيغه
- مارتن نيمولر